# バージニア会社

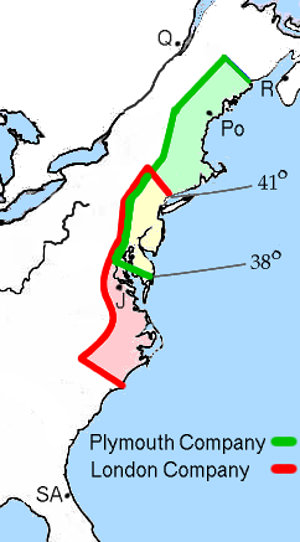
イングランドのサフォーク州グランディスバラのバーソロミュー・ゴスノールドが設立・組織し、ジェームズ1世からロンドン会社（赤）とプリマス会社（緑）に排他的勅許を受けたバージニア会社の領域。黄色の重複領域は両会社に認可された。

バージニア会社（バージニアかいしゃ、英:Virginia Company）は、北アメリカ海岸に植民地を建設する目的で、1606年にイングランド王ジェームズ1世に勅許された1組のイングランドのジョイント・ストック・カンパニー (joint stock company) ・勅許会社である。

## 概要
2つの会社があり、「ロンドンのバージニア会社」（ロンドン会社）と「プリマスのバージニア会社」（プリマス会社）と呼ばれ、同一の勅許だが異なる領域で運営された。領域が重なる所もあった。その重なった領域では、互いに100マイル (160 km) 以内に近付いて植民地を造ることが認められなかった。プリマス会社はその認可を履行することがなく、その領域はニューイングランドとなったが、そこは当時フランスも領有権を主張している所だった。また両者の主張した領有権、植民地化は、もともとの住民であるインディアンに断りのないものである。
この会社の認可はそれぞれの地方自治を要求していたが、イングランドにあるバージニア委員会を通じて究極の権限は国王にあった。

## プリマス会社
プリマス会社は北緯38度線から同45度線の間（おおまかにチェサピーク湾上流側から現在のアメリカ・カナダ国境の間）の植民地建設を大英帝国から認められていた。
1607年8月13日、プリマス会社は現在のメイン州にあるケネベック川沿いにポパム植民地を建設した。しかし、約1年間でこの植民地は放棄され、プリマス会社は活動を停止した。
プリマス会社の事業を引き継いだマーチャント・アドベンチャラーズの資金により、メイフラワー号に乗って到着した宗教的集団ピルグリム・ファーザーズが、現在のニューイングランドで1620年に恒久的なプリマス植民地を建設した。

## ロンドン会社

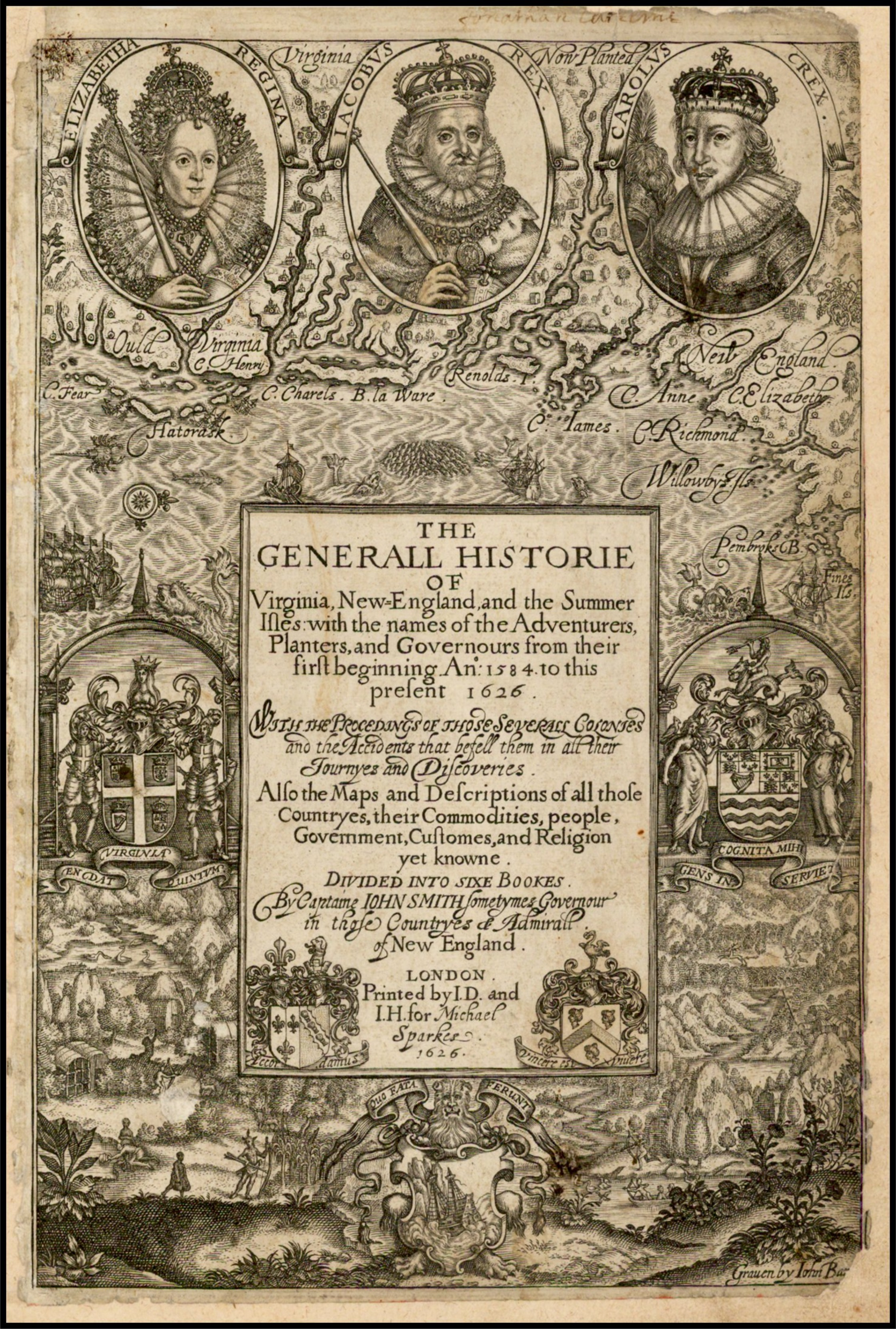
ジョン・スミスによる「バージニア、ニューイングランドおよびサマー諸島の歴史概観」表紙

ロンドン会社はその勅許条件によって、北緯34度線と同41度線の間（おおまかにフェア岬とロングアイランド・サウンドの間）に100マイル四方の植民地を建設することが認められ、さらには大西洋とカナダ内陸部の大きな領域も所有した。
1607年5月14日、ロンドン会社は現在のバージニア州チェサピーク湾に流れ込む主要河川であるジェームズ川に沿った約40マイル (64 km) 内陸にジェームズタウンを建設した。ジェームズタウン開拓地の成り行きは5年間不安定なままだった。ジェームズタウン自治委員会の3代目の委員長となったジョン・スミス船長は強力な指導者で、地元のインディアンからの食糧援助で冬季の飢餓を凌いだにも拘らず、翌年にはインディアンの村々を襲い、村人を人質にとって食料を強奪して周り、インディアンたちから怨みと憎しみを買った。
1609年、ロンドン会社に新しい勅許が降り、プリマス会社の領域が追加された。1609年にはまた、大掛かりな第三次補給任務が組織された。9隻の船舶からなる船隊の旗艦となり、新しい目的のために建造されたシーベンチャー号は慣習的な海上試運転も無いままに任務に投入され、その指導者の大半、食糧および補給物資を搭載した。シーベンチャー号に乗っていた著名な者としては、船隊の提督であるジョージ・サマーズ、副提督であるクリストファー・ニューポート、バージニア植民地の新総督トマス・ゲイツ卿、後の著作家ウィリアム・ストレーチーおよび実業家のジョン・ロルフとその身重の妻がいた。
第三次補給船隊は3日間続いたハリケーンと考えられる暴風に遭遇し、散り散りになった。シーベンチャー号はその新しいコーキングから海水が浸水し、ジョージ・サマーズ提督は沈没を免れるためにある環礁に船を誘導し、150名の男女と数頭の犬の命を救ったが、船は破壊された。
その無人の諸島は公式にサマーズ提督にちなんでサマーズ諸島と名付けられたが、現在のバミューダ諸島と呼ばれるようになった。生存者達はシーベンチャー号の残材から2隻の小さな船、デリバランス号とペイシャンス号を建造した。10ヵ月後に彼等はジェームズタウンへの航海を再開し、サマーズ諸島にはその領有を確立するために数名の者を残した。
1610年5月23日にジェームズタウンに到着すると600名いた植民者のうち80%以上が「飢えの時」と呼ばれることになった時期の間に死に絶えていた。バミューダで生き残った者達はジェームズタウンに繁栄する植民地を見出すと予期していたので、食糧や補給物資もほとんど持っていなかった。ジェームズタウンの植民者は3週間足らず後に第3代デ・ラ・ウェア男爵トマス・ウエスト（現代ではデラウェア卿として知られる）が指揮する補給任務隊の到着が間に合って救出された。

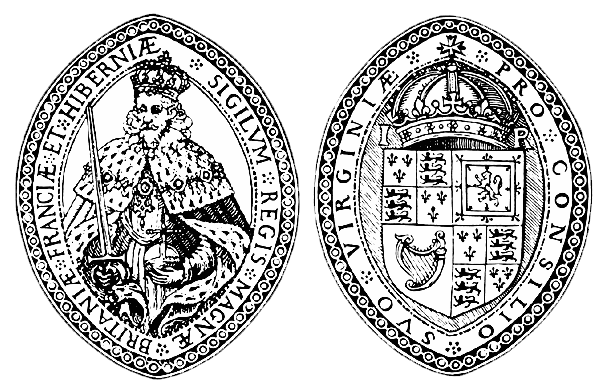
バージニア会社標章の表面と裏面

1612年、ロンドン会社の王室勅許はバージニア植民地の一部としてサマーズ諸島を含むように拡大された。しかし、1615年、この諸島はロンドン会社と同じ株主によって設立された別の会社であるサマーズ諸島会社に渡された。
ロンドン会社は、その投資家達が失望したことに、バージニアでは金も銀も発見できなかった。しかし、この会社は様々な種類の貿易を始めた。最大の貿易はけ口は、植民者ジョン・ロルフがカリブ海から幾つかの甘いタバコの品種を導入したときに始まった（バージニア原産のタバコはやや強い味がした）。ロルフの新しいタバコ品種はロンドン会社やその他初期イギリス植民地にとって強力な換金作物となり、スペインとの貿易赤字を平衡させるものになった。
1622年に、領土を侵略され、恩を仇で返されたインディアンたちが積もり積もった怒りで入植白人を攻撃した「ジェームズタウンの虐殺」は、特にこの会社を勅許した国王ジェームズ1世から好ましくない注目を引くことになった。当初の勅許を守ろうとする会社役員と会社を潰そうとする者達との間で、イギリスで議論が続けられた。1624年、国王が会社を解散させ、バージニア王室領植民地（Crown colony, 1624年 - 1776年）を作った.。